# Waterdraagster met vissen
Waterdraagster met vissen is een artistiek kunstwerk in Amsterdam-West.
In het plantsoen van het Bellamyplein stond van origine (1905) een klassieke fontein. Het plantsoen verviel in chaos en de gemeente Amsterdam ruimde het op; de fontein maakte plaats voor een pierenbad naar ontwerp van Ko Mulder. In de nazomer van 1954 konden de buurtkinderen spartelen in een rond pierenbad. Voor op de rand van dat pierenbad ontwierp Leo Braat een drieluik. Het grootste beeld (eigenlijk beeldje, 84 cm hoog)) bestaat uit een bronzen vrouw in lang gewaad die een waterkruik draagt. Zij wordt geflankeerd door twee visfiguren (34 cm hoog); vrouw en vissen zijn uitgevoerd met spuwers. De beelden zijn gelijkmatig over de omtrek verspreid.  
Het centrale beeld werd in 1977 ontvreemd. Aan de hand van een gelijk beeld in Arnhem werd onder initiatief van medekunstenaar Harry Visser (Beroepsvereniging van Beeldende Kunstenaars) een nieuw afgietsel gemaakt en in 1981 geplaatst.
De samenwerking tussen Mulder en Braat leverde al eerder de Zeemeermin op in een pierenbad in het Beatrixpark. Ook de zeemeermin daar wordt vergezeld door twee vissen.
De waterspuwers kregen midden jaren tien van de 21e eeuw gezelschap van een centraal geplaatste fontein.

## Afbeeldingen

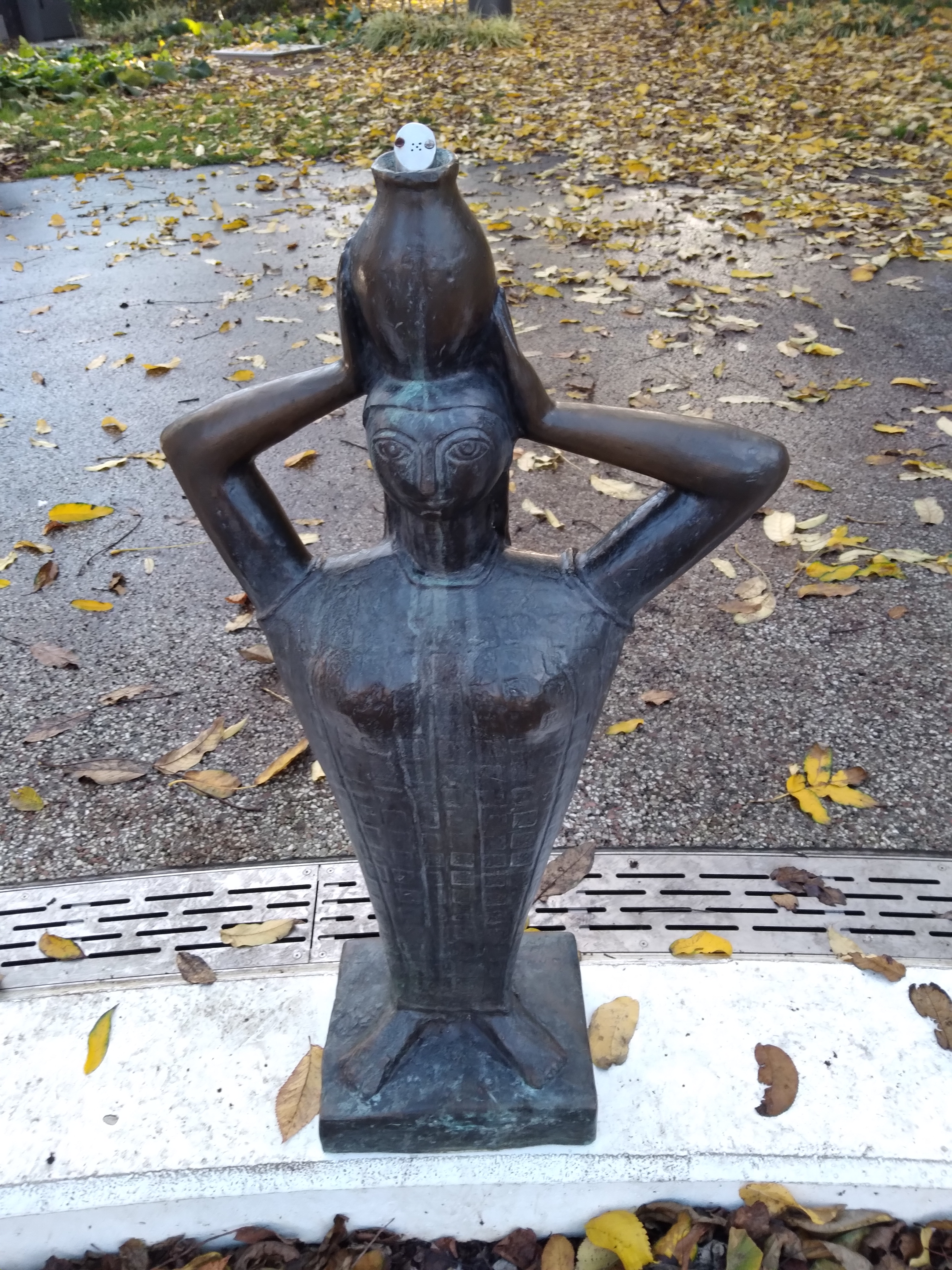
Waterdraagster (november 2021)
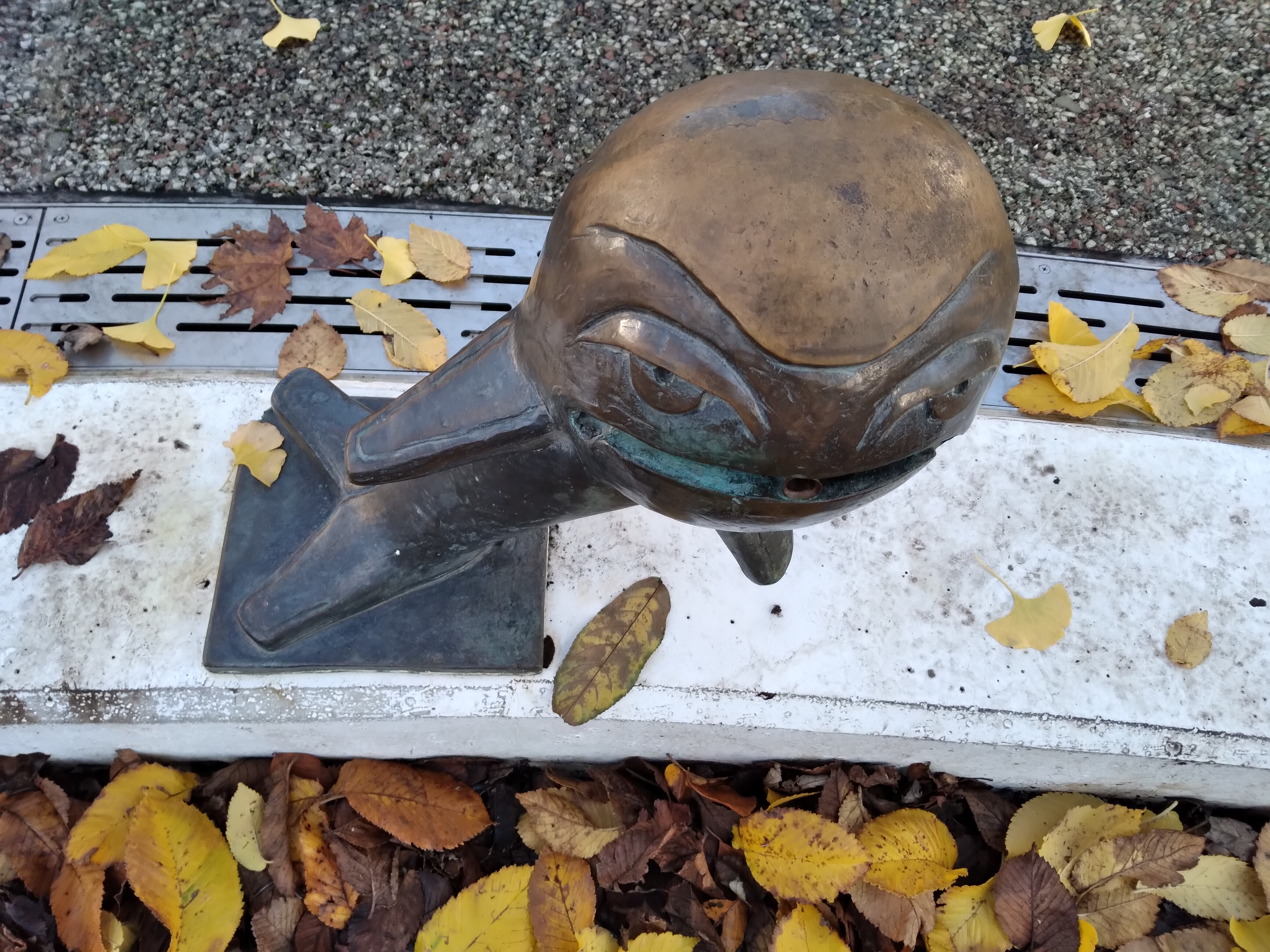
Een van de vissen (november 2021)
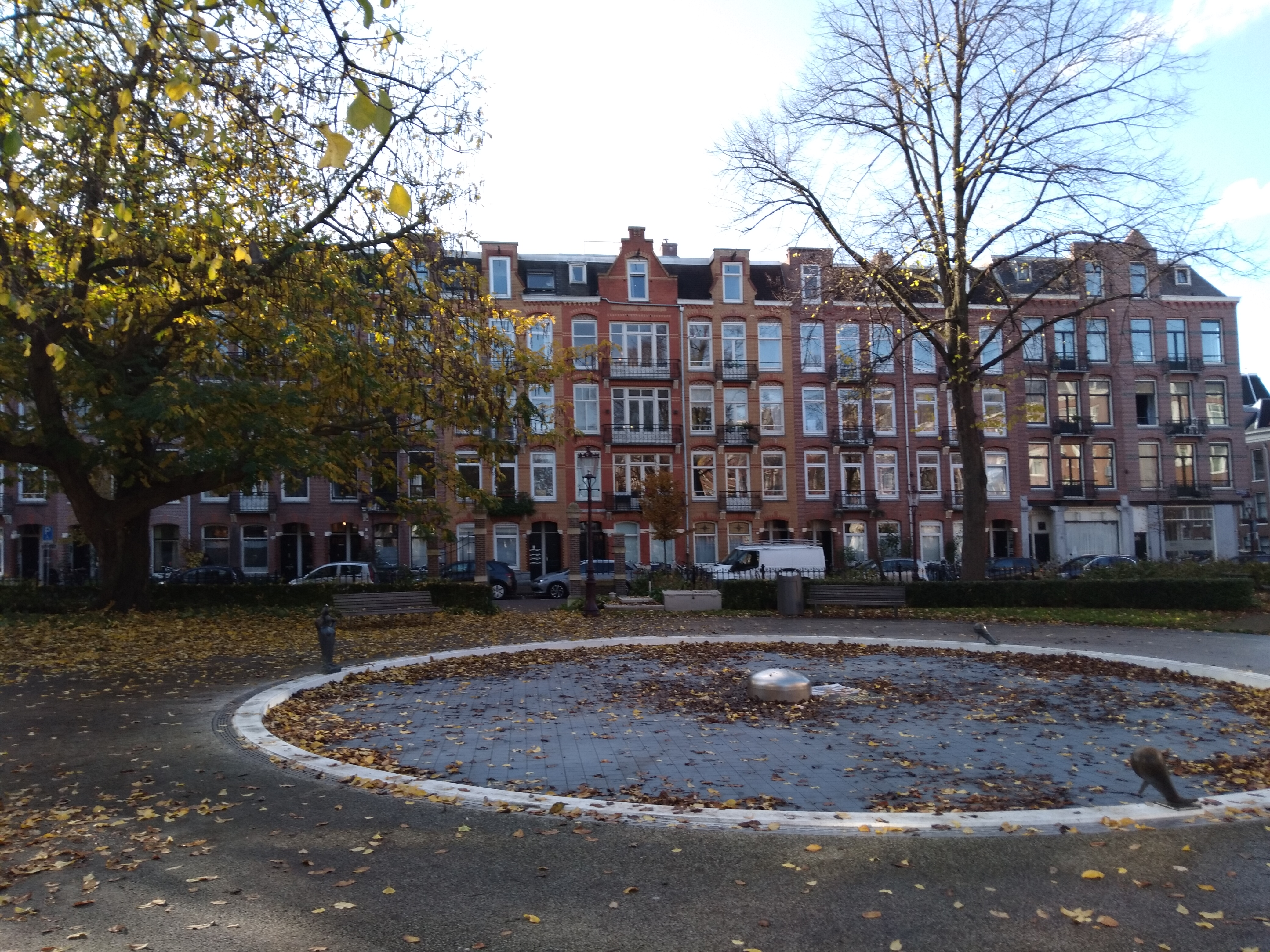
Fontein in het midden (november 2021)